# Christy Ring Cup
La Christy Ring Cup è una competizione annuale di hurling, organizzata dalla Gaelic Athletic Association, dal 2005, per le contee di media fascia. 
Le partite si disputano nei mesi estivi e la finale si tiene a luglio, a Croke Park. Il trofeo è la Coppa Christy Ring, dal nome di uno degli hurlers più forti della storia, che militava nella contea di Cork. La squadra vincitrice è promossa all'All-Ireland, il torneo più importante, l'anno successivo.

## Formato
Ognuna delle 8 squadre deve perdere 2 partite per essere estromessa dal torneo.
- Tutte le 8 squadre disputano la FASE1.
  - Le vincitrici del round1 vanno al Round2A
  - Le sconfitte del round1 vanno al Round2B.
- Ci sono due partite nel Round2A
  - I vincitori del Round2A accedono alle semifinali.
  - Le sconfitte del Round2A accedono ai quarti di finale.
- Ci sono due partite nel Round2B
  - Le vincitrici del Round2B accedono ai quarti del torneo.
  - Le sconfitte del Round2B vanno ai Play-out
    - La squadra che perde il play out è retrocessa alla Nicky Rackard Cup
- Ci sono due quarti di finale, che si disputano tra le sconfitte del Round2A e le vincenti del Round2B.
  - Le squadre vincenti accedono alle semifinali
  - Le squadre perdenti sono eliminate dal torneo.
- Ci sono due semifinali tra le vincenti del Round2A e quelle dei quarti di finale.
  - Le squadre vincenti accedono alla finale.
  - Le squadre perdenti sono eliminate dal torneo.
- La squadra che vince la finale è promossa all'All-Ireland.

## Albo d'oro
| Anno         | Vincitore | Punteggio | Finalista | Punteggio | Stadio                   | Capitano vincitore | Capitano sconfitto |
| ------------ | --------- | --------- | --------- | --------- | ------------------------ | ------------------ | ------------------ |
| 2005 Details | Westmeath | 1-23 (26) | Down      | 2-18 (24) | Croke Park, Dublino      | John Shaw          | Simon Wilson       |
| 2006 Details | Antrim    | 5-13 (28) | Carlow    | 1-07 (10) | Croke Park, Dublino      | Karl McKeegan      | Robbie Foley       |
| 2007 Details | Westmeath | 2-15 (21) | Kildare   | 0-13 (13) | Croke Park, Dublino      | Darren McCormack   | Colm Buggy         |
| 2008 Details | Carlow    | 3-22 (31) | Westmeath | 4-16 (28) | O'Connor Park, Tullamore | Edward Coady       | Brendan Murtagh    |
| 2009 Details | Carlow    | 1-15 (18) | Down      | 0-14 (14) | Croke Park, Dublino      | Mark Brennan       | Graham Clarke      |
| 2010 Details | Westmeath | 2-16 (22) | Kerry     | 1-18 (21) | Croke Park, Dublino      | Andrew Mitchell    | Colin Harris       |
| 2011 Details | Kerry     | 2-21 (27) | Wicklow   | 2-08 (14) | Croke Park, Dublino      | Mikey Boyle        | Johnathan O'Neill  |
| 2012         | London    | 4-18 (30) | Wicklow   | 1-17 (20) | Croke Park, Dublino      | Colm Quinn         |                    |